# CA-353
La CA-353 es una carretera autonómica de tercer nivel ubicada en Cantabria (España). Pertenece a la Red Local y sirve de conexión entre los municipios de Reocín al este y Alfoz de Lloredo al oeste. Se corresponde con la antigua carretera S-481.
Tiene una longitud de 14 km y alcanza una cota máxima de 242 m s. n. m. tras rebasar el alto de Cildad, enclave que establece la frontera entre los dos municipios mencionados.

## Nomenclatura
Su nombre está formado por las iniciales CA, que indican la pertenencia de una carretera autonómica a Cantabria. El dígito 300 es el número que recibe según el orden de nomenclaturas de las carreteras de dicha comunidad autónoma.

## Trazado actual
Tiene su inicio en un cruce con la carretera CA-133 en el centro urbano de Puente San Miguel, capital del municipio de Reocín. 
Su final se ubica en Cóbreces, localidad perteneciente al término municipal de Alfoz de Lloredo. Concretamente, la CA-353 finaliza en un cruce con la CA-131, en el punto kilométrico 15 de dicha carretera. Atraviesa las localidades de Villapresente, Cerrazo y Novales.

## Actuaciones
En 2022 se extendió una nueva capa de rodadura (asfalto) en la CA-353 desde el punto kilométrico 0 hasta el punto kilométrico 13,2. Dicha obra corrió a cargo de la empresa Senor S.A. y requirió una inversión de 929.684,53 € por parte de la administración autonómica.
Así lo constata un cartel a la entrada de Villapresente erigido por la Consejería de Obras Públicas, Ordenación del Territorio y Urbanismo.

## Transportes
No existen líneas de transporte público que recorran la carretera CA-353.